# Белебеевский сельскохозяйственный листок
Белебеевский сельскохозяйственный листок —  ежемесячное приложение к «Справочному листку Белебеевского уездного земства», выходившая в Белебее в первой половине 1914 г.

## История
Выходил в 1914 г., № 1 (янв.) — № 5 (май).
Печатались отчёты уездного земского управления, стат. данные, статьи на с.‑х. темы. Редакторы: Ф.И.Музафаров, С.Н.Левашев.
36 см., 16 с. 

## Редакторы
разновременно: за председателя уездного земского управления: Ф.И.Музафаров, С.Н.Левашев. 